# Иван Господинов (БКП)
За учителя със същото име, Иван Господинов (учител)
Иван Господинов Георгиев е български комунист, партизанин.

## Биография
Роден е на 28 февруари 1910 г. в ескиджумайското село Ак Мехмеди. Учи в Шуменската гимназия и е член на местното ръководство на РМС. След ученическа стачка е изключен от гимназията и продължава образованието си в гимназията в Попово. Там завършва гимназията и започва да се занимава със земеделие. От 1932 г. е член на БКП. По-късно е член на Окръжния комитет на БКП в Шумен. След провал на Околийския комитет на БКП в Търговище е арестуван и осъден на 5 години затвор. Лежи в Шуменския и Сливенския затвор, откъдето е освободен след амнистия. През 1939 г. започва да отговаря за техниката на ЦК на БКП, като снабдява Окръжния комитет на БКП в София с нелегална литература и печатни материали. На следващата година организира нелегална печатница, в която печата в. „Младежка искра“, орган на ЦК на РМС. Арестуван и изпратен в Софийския затвор. Оневинен след процеса и заминава за Търговище. Става част от Околийския комитет на БКП в Търговище и член на Окръжния комитет на БКП в Шумен. По-късно е секретар на Околийския комитет на БКП в Търговище. През лятото на 1943 г. става политкомисар на Търговищкия партизански отряд. След 9 септември 1944 г. е първи секретар на Областния комитет на БКП в Търговище, а след това политически офицер в българската армия. От 1950 до 1963 г. работи в ЦК на БКП.